# Владко Володимир Миколайович
Володи́мир Микола́йович Владко́ (справжнє прізвище Єре́мченко, 26 грудня 1900 (8 січня 1901), Петербург — 21 квітня 1974, Київ) — український письменник-фантаст, журналіст та театральний критик.

## Біографія
Народився в родині службовця. Початкову освіту здобув у реальному училищі, згодом закінчив Інститут народної освіти. Таким чином майбутній письменник мав глибокі та всебічні знання, вільно володів англійською мовою і латиною, знав про найновітніші відкриття в галузі науки і техніки.
Рано втратив батька, почав працювати журналістом у різних друкованих виданнях.
Його книги почали друкуватися з грудня 1917 року. Перша книга «Донбас — золота країна» (1930). Як письменник-фантаст дебютував повістю «Ідуть роботарі», відзначеною в 1929 році премією на всеукраїнському конкурсі. Потім одна за одною виходять його книги: «Чудесний генератор», «Аргонавти Всесвіту», «12 оповідань», «Дорога скіфів» («Нащадки скіфів»). У «Чудесному генераторі» письменник, полишивши космічні світи, звертається до земних проблем, ніби передбачаючи епоху радіолокації та телебачення, велике майбутнє хвиль ультракороткого діапазону.
Військово-фантастичний роман Владка «Аероторпеди повертають назад» (1934) малює вигадану війну СРСР з уявними капіталістичними країнами — Великосаксією, Швабією і Остерією, які для нападу зокрема використовують бактеріологічну зброю. У боях супротивники застосовують стратосферні літаки, стрибаючі танки та радіокеровані, начинені вибухівкою аероторпеди — прообраз сучасних безпілотних літльних апаратів, а також засоби радіоелектронної протидії їх використанню.
Зовсім в іншому, на перший погляд, навіть несподіваному плані написано роман «Нащадки скіфів» (1937). Письменник спрямовує свій погляд не в майбутнє, як це властиве науковій фантастиці, а в минуле.
У 1938—1940 роках, продовжуючи заглиблення у далеку минувшину, Владко створює для дітей цикл переказів давньогрецьких міфів, у яких висвітлює діяння таких міфологічних персонажів як Прометея, Антея, Геракла, Фаетона, Тезея, Персея, Медузи Горгони, Мідаса, Адмета та його дружини Алкести. Міфологічні перекази друкувались у журналі «Піонерія», 7 з цих оповідей увійшли згодом до збірки «Чарівні оповідання» (1962).
Наступний великий твір Владка — роман «Сивий капітан» (1941), як і «Аероторпеди повертають назад», має антифашистське, антивоєнне спрямування. У романі головний герой виходить на двобій з диктатурою, але всі його зусилля закінчуються трагічно. Приречена на поразку сама філософія життя, яка будується на егоїзмі, жорстокості, зневазі до людей.
Після «Сивого капітана» письменник замовкнув у великій прозі аж на 15 років. Під час Другої світової війни Владко — політичний коментатор на українській радіостанції імені Тараса Шевченка в Саратові. Згодом — спеціальний кореспондент Радінформбюро, власний кореспондент газети «Правда», керуючий Головреперткомом України, завідувач українського відділення «Літературної газети». В 1944 році стає членом КПРС. Пише оповідання та нариси, присвячені бойовим та трудовим будням.
Лише в 1956 повертається Владко до свого улюбленого жанру — наукової фантастики. Пише повісті «Позичений час», «Фіолетова загибель», дарує читачам численні оповідання.
Твори Володимира Владка перекладено мовами багатьох народів світу. Роман «Аргонавти Всесвіту» шість разів видавався в Японії, з творами письменника знайомі читачі багатьох європейських країн.

### Псевдонім
Свої перші публікації Володимир Миколайович, працюючи газетярем спочатку в Ленінграді, а потім у Воронежі, підписував справжнім прізвищем — «Владимир Еремченко». Але якось у гранках однієї статті було допущено друкарський брак: від першого слова залишилося «Влад», а від другого — закінчення «ко». Так з'явився псевдонім «Владко».

## Основні твори
- «Залізний бунт» («Ідуть роботарі») (1931, 1967)
- «Аероторпеди повертають назад» (1934)
- «Чудесний генератор» (1935)
- «Дванадцять оповідань» (1936)
- «Аргонавти Всесвіту» (1935, 1956)
- «Нащадки скіфів» (1939)
- «Сивий капітан» (1941, 1959)
- «Позичений час» («Ощадкаса часу») (1961)
- «Чарівні оповідання» (1962)
- «Фіолетова загибель» (1963)
- Твори в п'яти томах (1970–1971)

## Бібліографічний покажчик творів (1928-1948)

### Книги
- Владко В. Троє за одним маршрутом: невигадана подорож. — Харків, Одеса : Молодий більшовик, 1931. — 217 с.
- Владко В. М. Аргонавти всесвіту : роман / В. Владко ; обкл. та худож. оформл. Й. Дайця. — Харків ; Одеса : Дитвидав, 1935. — 223 с. : іл., портр.
- Владко В. Запряжене Сонце / В. Владко ; мал. А.Коротков. — [Одеса] : Молодий більшовик, [1931]. — [15] с. : іл.
- Владко В. Командир Штепсель / В. Владко ; мал. Б.Фрідкіна. — [Одеса] : Дитвидав, 1935. — 21 с. : іл.
- Владко В. Нащадки скіфів : роман / В. Владко, Володимир Миколайович ; післямова С. Семенова-Зусера; обкл. та мал. А. Гороховцева. — [Одеса] : Дитвидав, 1939. — 309 с. : іл.
- Владко В. Про посуд / В. Владко ; мал. З.Беньяш. — [Харків] : Молодий більшовик, [1931]. — [15] с. : іл.
- Владко В. Тракторобуд / В. Владко ; обкл. та оформл. Л. Кривінської. — Харків ; Київ : Молодий більшовик, 1931. — 32 с. : іл.
- Владко В. Чудесний генератор : повість / В. Владко ; мал. та обкл. Є. Рачова. — 2-ге вид., випр. — Харків ; Одеса : Дитвидав, 1936. — 191 с. : іл.
- Владко В. Дванадцять оповідань / В. Владко ; оформл. А.Гороховцева. — Харків ; Одеса : Дитвидав, 1936. — 227 с. : іл.
- Владко В. Ідуть роботарі : соціял.-фантаст. повість / В. Владко. — Одеса ; Харків : Молодий більшовик, 1931. — 200 с. : іл. — (Повісті та романи для дітей ; N 8-9)
- Владко В. Аргонавти всесвіту : роман / В. Владко ; худож. оформ. Й. Дайца. — Харків ; Одеса : Дитвидав ЦК ЛКСМУ, 1936. — 224 с. : іл., 1 арк. портр.
- Владко В. Ідуть роботарі : роман / В. Владко ; мал. та обкл. А. Гороховцева. — Харків ; Одеса : Дитвидав ЦК ЛКСМУ, 1936. — 227 с. : іл., портр.

### Періодичні видання
Журнал «Барвінок»
- Професор Глобус розповідає / В. Владко ; мал. О. Довгаля // Барвінок. — 1945. — № 6, №7-8, № 9 ; 1946. — № 2-3.
- Одна хвилина / В. Владко ; мал. С. Левицького // Барвінок. — 1947. — № 1.
- Ми перемагаємо природу / В. Владко ; мал. І. Манець // Барвінок. — 1948. — № 10.
- Дорогоцінні дрібнички / В. Владко // Барвінок. — 1948. — № 11.

Журнал «Жовтеня»
- Гроза гримить / В. Владко ; худ[ож.] А. Гороховцев // Жовтеня. — 1935. — № 9.

Журнал «Піонервожатий»
- Таємниця Смарагдового острова : (оповідання) / В. Владко // Піонервожатий. — 1940. — № 23-24.
- Галя у звірів / В. Владко // Піонервожатий. — 1941. — № 11.

Журнал «Піонерія»
- Хвилі над морем / В. Владко ; мал. худ[ож.] Л. Сидорова // Піонерія. — 1935. — № 5.
- Таємниця орхідеї / В. Владко ; мал. худ[ож.] В. Невського // Піонерія. — 1935. — № 9.
- Дорога скіфів : роман / В. Владко ; мал. Й. Дайца // Піонерія. — 1937. — № 1, № 2, № 8, № 9, № 11, № 12.
- Медуза Горгона : міф / В. Владко ; мал. О. Довгаля // Піонерія. — 1938. — № 11, ст. 22-27.
- Антей : міф / В. Владко ; мал. О. Довгаля // Піонерія. — 1939. — № 1, ст. 39-43.
- Золотий Дотик : міф / В. Владко ; мал. О. Довгаля // Піонерія. — 1939. — № 5, ст. 23-27.
- Тезей : міф / В. Владко ; мал. О. Довгаля // Піонерія. — 1939. — № 9, ст. 29-34.
- Прекрасна Альцесса : міф / В. Владко ; мал. О. Довгаля // Піонерія. — 1939. — № 11, ст. 40-44.
- Магніт : оповідання / В. Владко ; мал. М. Хазановського // Піонерія. — 1940. — № 1.
- Прометей : міф / В. Владко ; мал. О. Довгаля // Піонерія. — 1940. — № 10, ст. 13-18.
- Фаетон : міф / В. Владко ; мал. О. Довгаля // Піонерія. — 1940. — № 12, 24-29.
- Сивий капітан : роман : (продовження) / В. Владко ; мал. М. Штаєрмана // Піонерія. — 1941. — № 4, № 5.

Журнал «Червоні квіти»
- Свято радянської фізкультури : (Всесоюзна Спартакіада в Москві) / Владко // Червоні квіти. — 1928. — № 17.
- Зустріч / Владко ; іл. В. Невського // Червоні квіти. — 1929. — № 12.
- У соляному місті / Владко // Червоні квіти. — 1929. — № 12.
- Наш радянський олівець / Владко // Червоні квіти. — 1929. — № 13.
- Курорт Донбасу — Слав’янське / Владко // Червоні квіти. — 1929. — № 13.
- Краматорські домни / Владко // Червоні квіти. — 1929. — № 14.
- «Сині» проти «червоних» : ( великі серпневі маневри під Харковом) / Владко // Червоні квіти. — 1929. — № 17-18.
- Шлях чайника : / Владко // Червоні квіти. — 1929. — № 17-18.
- Луганський «М» / Владко // Червоні квіти. — 1929. — № 19-20.
- Чорне золото / Владко // Червоні квіти. — 1929. — № 21-22.
- Костянтинівський пляшковий завод / Владко // Червоні квіти. — 1929. — № 23-24.
- Вухо міста : (Харківська телефонна станція) / Владко// Червоні квіти. — 1930. — № 3.
- Ленінград / Владко // Червоні квіти. — 1930. — № 4.
- Меккано — піонер / Владко // Червоні квіти. — 1930. — № 6.
- Тракторний велетень / Владко // Червоні квіти. — 1930. — № 7.
- Книжкова фабрика / Владко // Червоні квіти. — 1930. — № 9.
- Ударний завод «Світло шахтаря» / В. Владко // Червоні квіти. — 1930. — № 14.
- 140 тисяч автомобілів щороку / В. Владко // Червоні квіти. — 1930. — № 19.
- Астрахань — рибна сторона / В. Владко // Червоні квіти. — 1930. — № 21-22.
- Перший тракторний : (Сталінградський завод ім. Ф. Дзержінського / В. Владко ; фото з журналу «СССР на стройке» // Червоні квіти. — 1930. — № 23.
- Униз Волгою-рікою / В. Владко // Червоні квіти. — 1930. — № 24.
- Баку — місто нафти / В. Владко // Червоні квіти. — 1931. — № 1.
- По берегах річки Квірілли / В. Владко // Червоні квіти. — 1931. — № 2.
- Чорним морем — на північ / В. Владко // Червоні квіти. — 1931. — № 6.
- Криворіжжя дає руду / В. Владко // Червоні квіти. — 1931. — № 9.
- Кар’єр №2 : оповідання / В. Владка ; іл. В. Невського // Червоні квіти. — 1931. — № 9.
- Ллється чавун / В. Владко // Червоні квіти. — 1931. — № 10.
- Тракторобуд — справа чести / В. Владко // Червоні квіти. — 1931. — № 12.

### Публікації
- Письменник відповідає / В. Владко // Піонерія. — 1938. — № 9.